# 衝 (天體位置)

衝（英文：opposition，亦稱衝日）是位置天文學的一個名詞，是从一個選定的特定天體上（通常是地球）為基準，觀察另一個天體與參考天體（通常是太陽）的相對位置時。當三者在一條直線上，但特定天體位於參考天體及另一個天體的中間；參考天體相對於另一個天體的位置，謂之衝。明確的說，因為「衝」的天文現象是從地球觀看，所以是以地心經度（geocentric longitude）計算，當一顆行星在衝的位置時（以地球為基準的特定天體），它與太陽的的地心視黃經（apparent geocentric longitude） 相差180°，即天體與太陽各在地球的兩側的天文現象。
對於比較遙遠的行星，從前準確計算它們的地心視經度比較困難，故此天文學家會用行星的日心幾何經度 (heliocentric geometric longitude) 加上當時它們距離地球的光線傳送所需時間的修正值。所以並非簡單的將兩個天體的日心幾何經度相距180度。相對於衝日的現象為合日。
理論上除太陽、地球與地球軌道內天體（如內行星等）之外，其餘所有天體皆可有衝日現象發生，現多用在太陽系內運行之天體（如外行星、小行星、彗星等）。根據地球與該天體的會合周期，該天體相對於地球在每年有一至兩次衝日（絕大部份時間只有一次），一般天文年曆皆有列出各太陽系天體衝日時刻。
衝只發生在外側行星。
月球，說它環繞地球不如環繞太陽真切，在衝時是滿月的月相，而在嚴謹定義下的衝，會發生月食。

## 種類
依照選擇天球座標的不同，可分為黃經衝與赤經衝，而黃經衝為常用衝日之定義（太陽與外行星或小行星的視黃經相差180°）。衝日前後是觀測天體的好時機，因為天體在衝的位置時，當太陽下時天體則剛從東方地平線升起，至午夜時份天體的地平位置最高，至翌日的日出前天體才西下，所以天體整夜皆可見。假設在圓形軌道，這時天體與地球的距離也是在一年中最接近，視直徑最大，是最亮的（最亮的定義只適用於行星與小行星等）。
而因為地球與行星的軌道非正圓之關係，天體在近日點前後的衝較接近地球，亮度也是歷次衝日之中最亮的，這個衝即大衝（例如2003年8月下旬的火星大衝），相對於其他的衝日直接稱衝日。

## 標識
衝的符號是☍，手寫為：

## 觀察
從地球上看一顆行星（或小行星或彗星）在與太陽相對的位置上時，稱為"衝"，這時是觀察這顆行星的好機會，因為：
- 它幾乎整夜可見，當日沒時昇起，大約在子夜中天，日出時沉沒。
- 它在軌道上最靠近地球的位置，使它看起來既大且亮。
- 衝的效應使來自粗糙朦朧的表面反射的光線增加。

## 火星衝日
「火星衝日」是指太陽、地球和火星排成一條直線，約每2年2個月發生一次。由於太陽的光線會直接射向火星然後反射回地球，因此在地球觀看火星的時候會特別明亮。
「火星大衝」指火星較接近地球的火星衝。2003年8月27日的火星大衝則是6萬年以來火星最接近地球的一次。
由於火星軌道的扁率是肉眼可見行星中較大的，衝時與地球之間的距離以15～17年的週期改變，因此火星衝日特別受到關注。
| 日期               | 现象     | 日期               | 现象                                        |
| ------------------ | -------- | ------------------ | ------------------------------------------- |
| 2016年5月22日19時  | 火星衝日 | 2016年5月31日06時  | 火星最近地球（準接近，地心距0.503213765AU） |
| 2018年7月27日13時  | 火星大衝 | 2018年7月31日16時  | 火星大接近（地心距0.384962916AU）           |
| 2020年10月14日07時 | 火星衝日 | 2020年10月6日22時  | 火星最近地球（準接近，地心距0.414915625AU） |
| 2022年12月8日14時  | 火星衝日 | 2022年12月1日10時  | 火星最近地球（準接近，地心距0.544474430AU） |
| 2025年1月16日11時  | 火星衝日 | 2025年1月12日22時  | 火星最近地球（準接近，地心距0.642282544AU） |
| 2027年2月19日24時  | 火星衝日 | 2027年2月20日08時  | 火星最近地球（準接近，地心距0.677919037AU） |
| 2029年3月25日16時  | 火星衝日 | 2029年3月29日21時  | 火星最近地球（準接近，地心距0.647222488AU） |
| 2031年5月4日20時   | 火星衝日 | 2031年5月12日12時  | 火星最近地球（準接近，地心距0.553357809AU） |
| 2033年6月28日09時  | 火星衝日 | 2033年7月5日19時   | 火星最近地球（準接近，地心距0.423018553AU） |
| 2035年9月16日04時  | 火星大衝 | 2035年9月11日22時  | 火星大接近（地心距0.380408276AU）           |
| 2037年11月19日17時 | 火星衝日 | 2037年11月11日16時 | 火星最近地球（準接近，地心距0.493583813AU） |
| 2040年1月2日23時   | 火星衝日 | 2039年12月28日23時 | 火星最近地球（準接近，地心距0.610915361AU） |
| 2042年2月6日20時   | 火星衝日 | 2042年2月5日16時   | 火星最近地球（準接近，地心距0.671740760AU） |
| 2044年3月11日21時  | 火星衝日 | 2044年3月14日14時  | 火星最近地球（準接近，地心距0.667081819AU） |
| 2046年4月18日02時  | 火星衝日 | 2046年4月24日13時  | 火星最近地球（準接近，地心距0.597044506AU） |
| 2048年6月3日23時   | 火星衝日 | 2048年6月12日10時  | 火星最近地球（準接近，地心距0.473662482AU） |

## 外部連結
- Asteroids around opposition （页面存档备份，存于） – British Astronomical Association - Computing Section